# Amerikaans-Nederlands handels- en vriendschapsverdrag

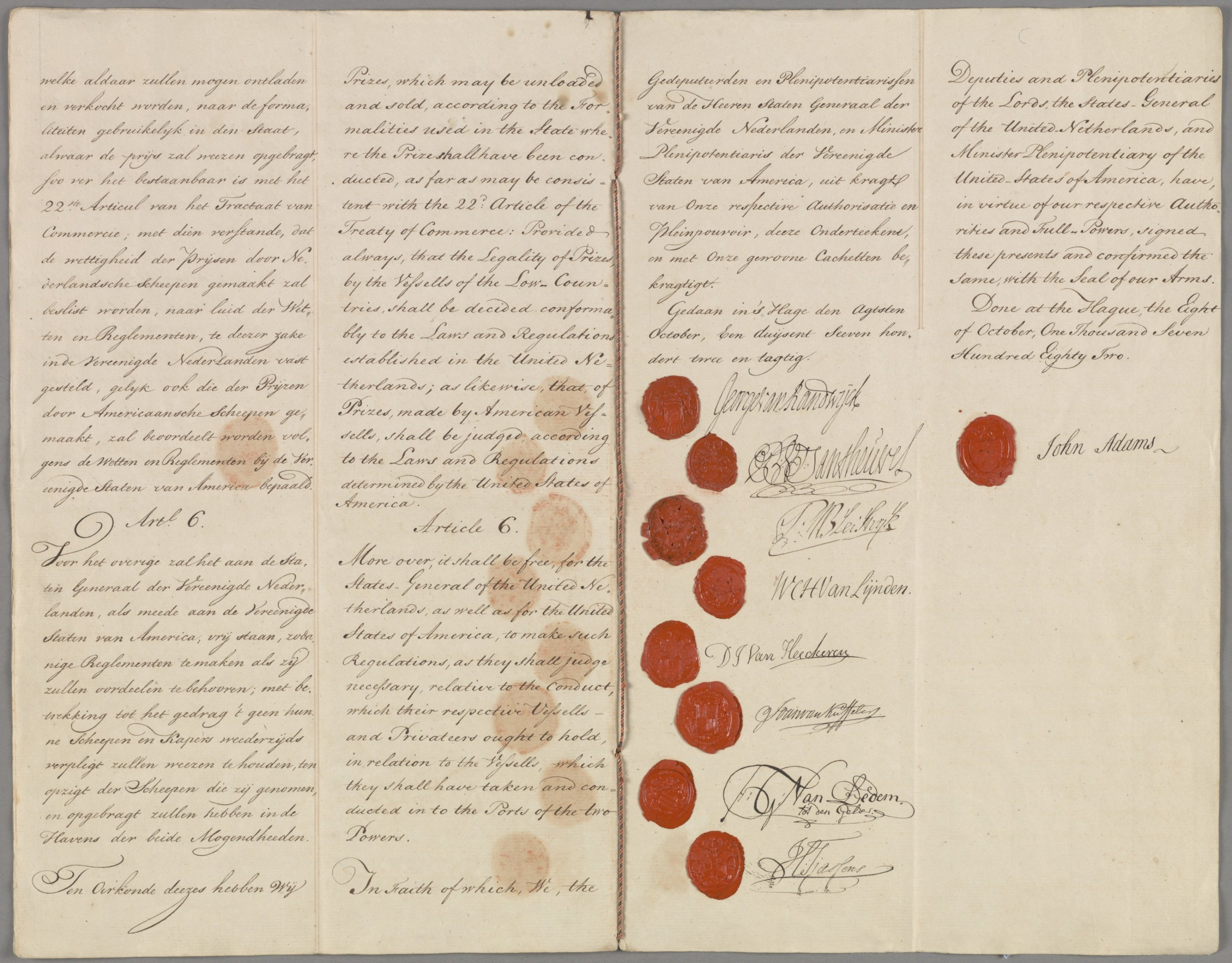
De slotpagina van het verdrag

Het Amerikaans-Nederlandse handels- en vriendschapsverdrag (Engels: Treaty of Amity and Commerce) uit 1782 was een verdrag tussen de Verenigde Staten en de Republiek der Zeven Verenigde Nederlanden en werd getekend op 8 oktober in Den Haag. Het creëerde een informele alliantie tussen beide landen tijdens de Amerikaanse Onafhankelijkheidsoorlog. Het verdrag erkende de Verenigde Staten als een onafhankelijke staat en promootte handel tussen de twee staten. Het was het tweede verdrag dat de Verenigde Staten sloten met een andere mogendheid.
Gezant John Adams verkreeg in april 1782 een lening van de Republiek en betrok op 19 april aan de Fluwelen Burgwal 18 in Den Haag een pand wat de eerste ambassade van de Verenigde Staten zou worden. Op 22 april bood hij aan de Staten-Generaal een eerste versie van het verdrag aan dat grotendeels gebaseerd was op het verdrag van Vriendschap en Handel tussen de Verenigde Staten en Frankrijk uit 1778. Hierna volgden onderhandelingssessies in Den Haag. Het verdrag werd namens de Verenigde Staten ondertekend door Adams en namens de Staten-Generaal door George van Randwyck, Bartholomeus van den Santheuvel, Pieter van Bleiswijk, Willem Carel Hendrik van Lynden van Blitterswijk, Derk Jan van Heeckeren van Brandsenburg, Joan van Kuffeler, Frederik Gijsbert van Dedem en Herman Tjassens. De door beide landen geratificeerde versie werd op 23 juni 1783 uitgewisseld.